# Marka (Fluss)
Die Marka ist der 28,7 km lange, südöstliche und orographisch rechte Quellfluss der Sagter Ems. Sie fließt in den niedersächsischen Landkreisen Emsland und Cloppenburg.

## Geographie

### Verlauf
Die Marka entspringt im Grenzgebiet der Landkreise Emsland und Cloppenburg. Ihr Ursprung liegt auf der Hase-Leda-Wasserscheide zwischen dem Kernort von Lindern im Südosten und dem Linderner Ortsteil Neuenkämpen im Ostsüdosten (Landkreis Cloppenburg), dem Werlter Ortsteil Bockholte im Westnordwesten und dem Kernort von Vrees im Nordnordosten (Landkreis Emsland). Er befindet sich am Südostrand des größtenteils als Naturschutzgebiet Bockholter Dose ausgewiesenen Dosenmoor – zwischen den Erhebungen Holthöhe (44 m) im Südsüdosten und Varel (39 m) im Norden.
Die Marka fließt anfangs in nordöstlicher Richtung. Dabei passiert sie Vrees im Westen und Peheim im Osten, die beide etwas entfernt vom Fluss liegen, sowie westlich jeweils an der Molbergener Hofgruppe Bischofsbrück und am Friesoyther Ortsteil Neumarkhausen. Fortan wendet sie sich nach Norden und läuft am östlichen Markhausen, am westlichen Neuvrees im Osten und am östlichen Ellerbrock vorbei. Nach Passieren des östlichen Barkentange und des westlichen Heetberg knickt sie nach Westen ab und schlägt dabei einen Linksbogen um das entfernt vom Fluss liegende Neuscharrel.
Schließlich vereinigt sich die Marka wenige Meter südlich des auf der Grenze von Friesoythe zu Saterland verlaufenden Küstenkanals, zwischen Neuscharrel im Südsüdosten und Sedelsberg im Norden, mit der Ohe zur Sagter Ems, dem linken Quellfluss der Leda.

### Hase-Leda-Wasserscheide
Das Quellgebiet der Marka liegt auf der Hase-Leda-Wasserscheide: Von der Quelle der Marka zum quellnahen Oberlauf der nordnordwestlich entspringenden Mittelradde besteht eine künstlich geschaffene und das Dosenmoor entwässernde Kanalverbindung, die aus dem Marka-Quellkanal hervorgeht. Diesem Kanal fließen noch im Quellgebiet und quellnahen Oberlauf der Marka mehrere Kleingräben zu, darunter der von Vrees kommende Vreeser Graben. Während die Mittelradde, die nördlich oberhalb vom Dosenmoor entspringt, in überwiegend südwestlicher Richtung der Hase zufließt, läuft das Wasser der Marka in zumeist nördlicher Richtung der Sagter Ems und dann der Leda zu; Hase und Leda sind direkte Ems-Zuflüsse.

## Schutzgebiete und Natur
Im Quellgebiet der Marka liegt das Naturschutzgebiet „Bockholter Dose“ (CDDA-Nr. 81428; 1983 ausgewiesen; 1,23 km² groß) mit dem Dosenmoor. Quellgebiet, Oberlauf und Mittellauf des Flusses liegen im Fauna-Flora-Habitat-Gebiet „Markatal mit Bockholter Dose“ (FFH-Nr. 3012-301; 2,68 km²), das durch die Naturschutzgebiete „Oberlauf der Marka / Mittelradde“, „Markatal bei Bischofsbrück“, „Markatal“ und „Marka zwischen Markhausen und Delschloot“ naturschutzrechtlich gesichert ist. Entlang dem quellnahen Oberlaufbereich des Flusses liegen Teile des Vogelschutzgebiets „Niederungen der Süd- und Mittelradde und der Marka“ (VSG-Nr. 3211-431; 43,77 km²). Die dortige Flussniederung ist ein Grünlandgebiet auf Niedermoor mit zahlreichen vielerorts selten gewordenen Vögeln wie Großer Brachvogel, Kiebitz und Uferschnepfe.

## Münzfund
Im Jahre 1890 fand ein elfjähriger Schäfer im Flussbett am Ostufer der Marka (200 Schritt südlich der Chaussee zwischen Peheim und Vrees) einen aus dem 16. Jahrhundert stammenden Münzschatz.